# Spirit (album de Leona Lewis)
Spirit este albumul de debut al câtăreței de origine engleză Leona Lewis.

## Producerea materialului
La data de 25 aprilie a anului 2007, prin intermediul unui comunicat de presă era dezvăluit că Simon Cowell și Clive Davis vor lucra împreună pentru producerea albumului de debut al lui Lewis, intitulat Spirit.
Lewis a înregistrat piesele incluse pe album în diferite locații: Londra, Miami, Los Angeles, New York și Atlanta. Ea a lucrat cu producători renumiți precum Dr. Luke, Dallas Austin, Max Martin, Stargate, Walter Afanasieff, Salaam Remi, Kara DioGuardi, Per Magnusson, David Kreuger, Richard Page sau Novel.

## Reacția criticilor
Albumul Spirit a primit recenzii bune din partea criticilor, care au apreciat vocea Leonei Lewis, dar care au criticat banalitatea produsului discografic. Site-ul românesc BestMusic.ro i-a acordat trei puncte din cinci albumului făcând următoarea recenzie:
„Nimeni nu poate tăgădui faptul că Leona Lewis are o voce foarte bună. Problemele intervin atunci când privim mai îndeaproape înspre artistă și ceea ce face ea. Descoperim, astfel, că "Spirit" e doar un alt album de R&B și pop, construit pe aceeași rețetă ce combină baladele melancolice cu track-uri săltărețe de discoteca."
Între una și alta, vocea Leonei nu are timp decât de execuție, nu și de interpretare. Și, oricât de bună i-ar fi vocea, ea nu poate convinge prin simpla atingere a unor note. "Emoția" transmisă este acel tip de emoție pe care artiștii învață s-o mimeze la concursuri gen "American Idol", "X Factor" sau – de ce nu – "Megastar". Probabil că și Leonei i s-a spus: "Ce zice textul acolo? Ei, vezi, trebuie să simti chestia asta!..."
Așadar, un album de debut a cărui single a atins nr.1 și care, probabil, va mai produce un hit sau două înainte de a deveni unul din miile albume de duzina din R&B-ul internațional. Mariah Carey se va simți puțin amenințată, după care se va liniști. Leona Lewis, fie va face o schimbare radicală (și originală), fie va rămâne în memoria colectivă drept fata cu "Bleeding Love"."

## Succesul comercial
Spirit a fost lansat la data de 9 noiembrie, 2007 în Irlanda, unde a câștigat instantaneu prima poziție în clasamentul celor mai comercializate albume. Patru zile mai târziu, pe 12 noiembrie, produsul discografic a avut premiera și în Regatul Unit, unde a devenit foarte popular în scurt timp, înregistrând vânzări record.
Datorită succesului înregistrat în Europa, albumul Spirit a fost lansat la data de 8 aprilie, 2008 și în Statele Unite ale Americii, unde a intrat în topul celor mai comercializate produse discografice direct pe poziția cu numărul întâi.  Asfel, Leona Lewis a devenit prima interpretă de origine britanică care a debutat pe prima poziție în acest clasament, din istoria sa. În America de Nord, a fost comercializată o altă variantă a albumului, care conține două melodii noi („Forgive Me" și „Misses Glass").

## Lista melodiilor
1. "Bleeding Love" – 4:23
2. "Whatever It Takes" – 3:27
3. "Homeless" – 3:50
4. "Better in Time" – 3:54
5. "Yesterday" – 3:54
6. "Take a Bow" – 3:59
7. "Angel" – 4:14
8. "Here I Am" – 4:52
9. "I'm You" – 3:48
10. "The Best You Never Had" – 3:43
11. "The First Time Ever I Saw Your Face" – 4:26
12. "Footprints in the Sand" – 4:08